# Mbele II
Mbele II est un village de la région du Centre du Cameroun. Il est localisé dans l'arrondissement (commune) d'Obala et le département de la Lekié.

## Population
En 1964-1965, Mbele II comptait 500 habitants, pour l’essentiel du peuple Eton.
Lors du recensement de 2005, on y dénombrait 828 personnes.

## Personnalités liées
L'homme politique Henri Eyebe Ayissi, nommé ministre de l'Agriculture en 2015, est né à Mbele II en 1955.